# Zodiac Aerospace
Zodiac Aerospace bzw. die Zodiac Group war ein börsennotierter Konzern mit Sitz in Plaisir, nahe Paris. Der Konzern spezialisierte sich auf Produkte aus der Luftfahrt, wie beispielsweise In-Flight Entertainment Systeme, Küchensysteme oder Toilettenmodule. In Deutschland hat Zodiac unter anderem Standorte in Hamburg und Herborn. Insgesamt beschäftigte der Konzern etwa 35.000 Mitarbeiter.
Zodiac wurde 2017 von Safran übernommen.

## Geschichte
Das Unternehmen wurde 1896 von Maurice Mallet unter dem Namen Société Mallet, Mélandri et de Pitray als eine der ersten Luftfahrtfirmen weltweit gegründet und baute zunächst Luftschiffe. 1909 änderte Mallet den Namen in Société Française de Ballons Dirigeables et d'Aviation Zodiac aus dem Interesse heraus, seine Firma in alle Bereiche der Luftfahrt auszudehnen.
Mit dem Beginn des Ersten Weltkrieges stieg Zodiac in die Produktion von Luftschiffen für den militärischen Einsatz ein, jedoch war die französische Regierung vom Erfolg von Bombardements von Luftschiffen aus nicht überzeugt. Aus diesem Grund gründete Zodiac neben der Heißluftproduktion einen Zweig für Flugzeugbau. 1916 produzierte das Unternehmen zwei Flugzeuge pro Woche.
Das Unternehmen weitete sein Engagement in den Bau von Schiffen aus und wurde zu einem Synonym für Festrumpfschlauchboote, diese wurden in Zodiac Marine & Pool ausgegründet. Zodiac Marine & Pool gehörte bis 2007 zu Zodiac Aerospace, danach war sie mehrheitlich im Besitz der US-amerikanischen Carlyle Group und wurde im Mai 2017 für knapp sieben Milliarden Euro von der französischen Safran aufgekauft.

## Flugzeug-Sitze
Das Unternehmen besaß zuletzt drei Werke für Flugzeug-Sitze: Sicma Aeroseat of France, Soliman in Tunesien und Weber Aircraft LLC in den USA.

## Zodiac Marine
Bereits 1930 entwickelte Zodiac das Konzept des aufblasbaren Gummiboots. Nach dem Zweiten Weltkrieg wurde dieses Konzept zu einem großen wirtschaftlichen Erfolg und die Marke Zodiac in diesem Bereich etabliert. Allerdings wurde die Marine & Pool-Division 2007 an den Finanzinvestor Carlyle Group verkauft.